# Rouge marine
Rouge marine est un épisode de la série télévisée française Les Cinq Dernières Minutes, réalisé par Jean-Pierre Desagnat et diffusée pour la première fois le 4 mai 1983 sur Antenne 2.

## Synopsis
Situé dans une marina célèbre, un restaurant réputé attire bien des convoitises. Quand Roger Vignal, son gérant, est retrouvé mort, le commissaire Cabrol ouvre l'enquête.

## Fiche technique
- Titre : Rouge marine
- Réalisation : Jean-Pierre Desagnat
- Scénario : Catherine Lefrançois
- Musique : Carlos Leresche
- Production : Antenne 2
- Durée : 90 min
- Pays :  France
- Première diffusion : 4 mai 1983

## Distribution
- Jacques Debary : le commissaire Cabrol
- Marc Eyraud : l'inspecteur Ménardeau
- Geneviève Fontanel : Simone Cariès
- Yves Jouffroy : Sylvain Cariès
- Daniel Gall : Étienne Cariès
- Sheila O'Connor : Lise
- Jean Franval : Baptiste Vignal
- Marie-Georges Pascal : Lydie Vignal
- Gilles Laurent : Alain
- Nicole Maurey : Gertrude Necken
- Pierre Nègre : le père Cariès
- Rosette Jaubert : la mère Cariès
- Suzy Sand : la femme de ménage
- Christian Legal : Angelo
- Alain Mercier : le gendarme
- Christian Bianchi : le réparateur de bateaux
- Alain Clément : le médecin
- Laurence Lignères : la cliente
- Jean Péméja : le client
- Nadine Coutant : la vendeuse
- Christian Aubert : Paulo
- Jean-Pierre Wurtz : le garçon du cinéma
- Lucien Haddad : le marin